# Johnny Warren Medal
La Johnny Warren Medal è il premio assegnato al miglior giocatore stagionale del campionato australiano di calcio.
Il nome deriva da quello di Johnny Warren, ex calciatore australiano, capitano dei Socceroos. Il vincitore del premio è votato dagli altri giocatori.
È stato assegnato per la prima volta nel 1990 nella National Soccer League ed è stato portato avanti nella A-League.

## Albo d'oro

### National Soccer League
| Stagione  | Calciatore         | Club              |
| --------- | ------------------ | ----------------- |
| 1989-1990 | Željko Adžić       | Melbourne Knights |
| 1990-1991 | Milan Ivanović     | Adelaide City     |
| 1991-1992 | Josip Biskic       | Melbourne Knights |
| 1992-1993 | Paul Trimboli      | South Melbourne   |
| 1993-1994 | Mark Viduka        | Melbourne Knights |
| 1994-1995 | Mark Viduka        | Melbourne Knights |
| 1995-1996 | Damian Mori        | Adelaide City     |
| 1996-1997 | Kresimir Marusic   | Sydney United     |
| 1997-1998 | Paul Trimboli      | South Melbourne   |
| 1998-1999 | Brad Maloney       | Marconi Stallions |
| 1999-2000 | Scott Chipperfield | Wollongong Wolves |
| 2000-2001 | Scott Chipperfield | Wollongong Wolves |
| 2001-2002 | Fernando Rech      | Brisbane Strikers |
| 2002-2003 | Damian Mori        | Perth Glory       |
| 2003-2004 | Ante Milicic       | Parramatta Power  |

### A-League
| Stagione  | Calciatore          | Club               |
| --------- | ------------------- | ------------------ |
| 2005-2006 | Bobby Despotovski   | Perth Glory        |
| 2006-2007 | Nick Carle          | Newcastle Jets     |
| 2007-2008 | Joel Griffiths      | Newcastle Jets     |
| 2008-2009 | Shane Smeltz        | Wellington Phoenix |
| 2009-2010 | Carlos Hernández    | Melbourne Victory  |
| 2010-2011 | Marcos Flores       | Adelaide United    |
| 2011-2012 | Thomas Broich       | Brisbane Roar      |
| 2012-2013 | Marco Rojas         | Melbourne Victory  |
| 2013-2014 | Thomas Broich       | Brisbane Roar      |
| 2014-2015 | Nathan Burns        | Wellington Phoenix |
| 2015-2016 | Diego Castro        | Perth Glory        |
| 2016-2017 | Miloš Ninković      | Sydeny FC          |
| 2017-2018 | Adrian Mierzejewski | Sydeny FC          |
| 2018-2019 | Roy Krishna         | Wellington Phoenix |
| 2019-2020 | Alessandro Diamanti | Western United     |